# 홀리 테일러
홀리 테일러(Holly Taylor, 1997년 10월 31일 ~ )는 미국의 배우, 댄서이다.

## 출연 작품
- 굿 닥터 시즌2 (2018)
- 디 아메리칸즈 시즌4 (2016)
- 디 아메리칸즈 시즌3 (2015)
- 워스트 프렌즈 (2014)
- 디 아메리칸즈 시즌2 (2014)
- 애슐리 (2013)
- 디 아메리칸즈 시즌1 (2013)